# 長穗玉鳳蘭
長穗玉鳳蘭（学名：Habenaria longiracema）为蘭科玉鳳蘭屬下的一个种。

## 扩展阅读
- 維基物種上的相關：長穗玉鳳蘭